# Hans Marx (Jurist)

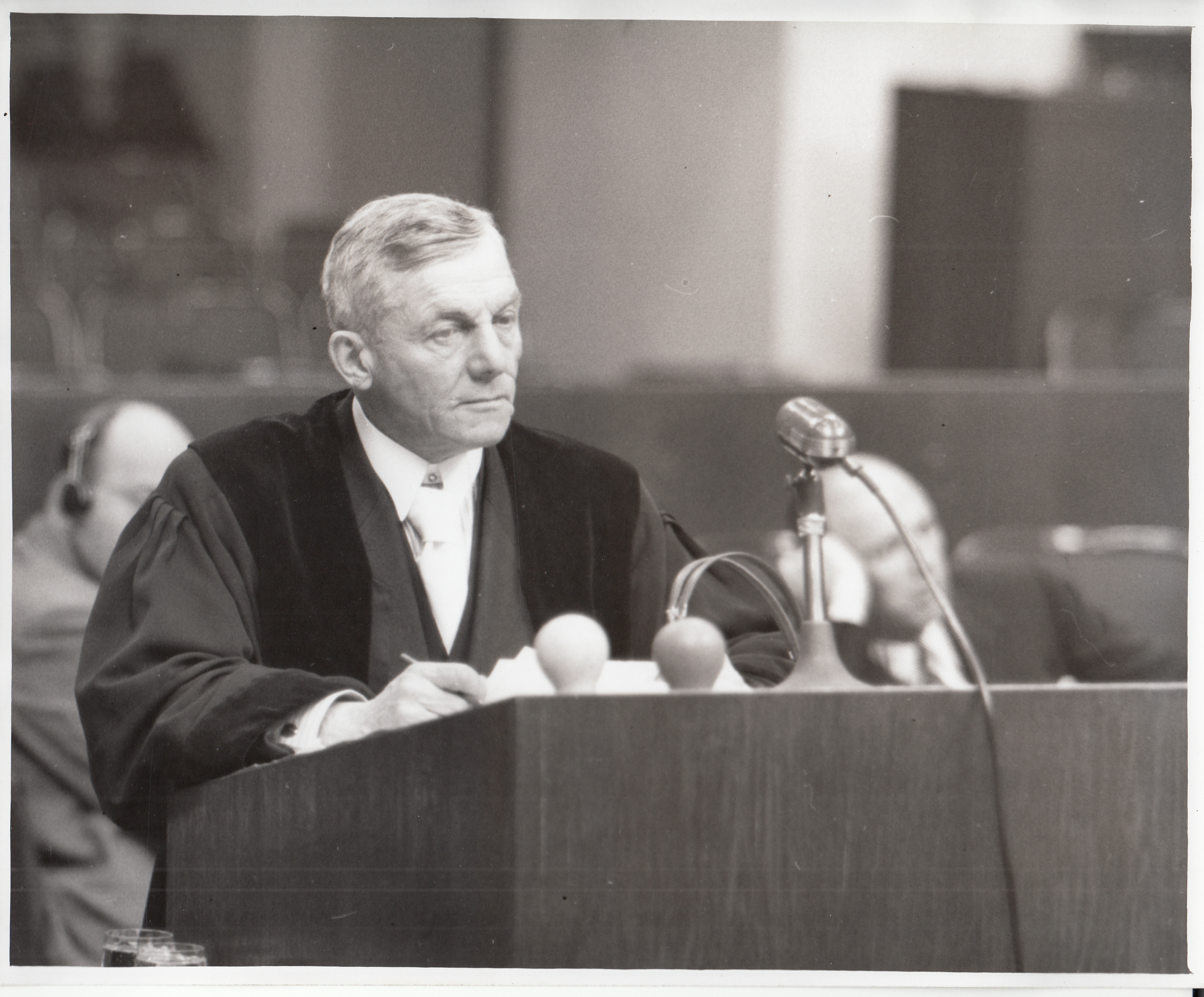
Marx als Verteidiger während des Nürnberger Ärzteprozesses (1947).

Hans Marx, auch Hanns Marx (* 29. April 1882 in Nürnberg; † 1973), war ein deutscher Jurist. Er wurde vor allem bekannt als Verteidiger des NSDAP-Gauleiters von Franken und Herausgebers der Zeitung Der Stürmer Julius Streicher während des Nürnberger Prozesses gegen die Hauptkriegsverbrecher von 1945/1946.

## Leben und Tätigkeit

### Frühes Leben, Ausbildung und berufliche Praxis bis 1945
Marx absolvierte seine Schulzeit an einem Gymnasium in Bayreuth, das er im Juli 1902 mit dem Abitur verließ. Anschließend studierte er Rechtswissenschaften, zuerst an der Universität Erlangen (4 Semester), dann an der Universität München (2 Semester) und schließlich erneut der Universität Erlangen (2 Semester). Nach dem Studium absolvierte Marx den juristischen Vorbereitungsdienst. 1912 wurde er zudem an der Universität Erlangen mit einer von Philipp Allfeld betreuten Arbeit über das Reichspreßgesetz zum Dr. jur. promoviert (Rigorosum 27. Januar 1912). Anschließend praktizierte Marx als Anwalt in Nürnberg.
Von 1928 bis 1933 gehörte Marx der Veteranenorganisation Stahlhelm an. Seine Aufnahme in die NSDAP zum 1. Mai 1933 wurde 1935 abgelehnt.

### Verteidigung von Julius Streicher
Im Herbst 1945 wurde der Nürnberger Zeitungsverleger Julius Streicher als einer von 21 führenden Männern der NS-Diktatur im ersten der so genannten Nürnberger Prozesse, dem „Nürnberger Prozess gegen die Hauptkriegsverbrecher“, vor dem Internationalen Militärtribunal in Nürnberg angeklagt. Streicher hatte während der NS-Diktatur von 1933 bis 1938 als Gauleiter der NSDAP von Franken und als Herausgeber der durch ihren fanatischen Antisemitismus berüchtigt gewordenen Tageszeitung „Der Stürmer“ fungiert. Er wurde in Nürnberg angeklagt, sich durch seine Tätigkeit als Gauleiter und als publizistischer Hetzer des durch das Londoner Statut geschaffenen Straftatbestands der crimes against humanity (Verbrechen gegen die Menschheit, irrtümlich – aber gängig – auch als Verbrechen gegen die Menschlichkeit eingedeutscht) schuldig gemacht zu haben.
Das Gericht gestattete Streicher, sich während des folgenden Prozesses durch einen deutschen Anwalt vertreten zu lassen, worauf er Hans Marx als seinen Rechtsbeistand auswählte. Marx nahm diese Vertretung an, obschon er Streicher als Menschen verabscheute.
Der folgende Prozess dauerte vom Oktober 1945 bis September 1946. Schließlich kam das Gericht zu dem Ergebnis, dass Streicher sich der Verbrechen gegen die Menschlichkeit schuldig gemacht habe, und verurteilte ihn zum Tode durch den Strang. Er wurde daraufhin im Oktober 1946 hingerichtet.
Die Schriftstellerin Erika Mann verfasste im November 1945 eine Reportage in englischer Sprache über Marx.
Von deutscher Seite wurde Marx in einem Artikel mit der Überschrift „Ein Verteidiger“, der am 2. Februar 1946 in der Berliner Zeitung erschien, wegen eines Irrtums, der ihm bei einem Kreuzverhör eines Zeugen, das er stellvertretend für den Anwalt Babel für das während des Hauptkriegsverbrecherprozesses durchgeführte Verfahren gegen die SS als Organisation unternahm, scharf kritisiert: Ihm wurde vorgeworfen, sich durch eine Fragestellung höchst unkorrekt benommen zu haben und unter der Maske des Verteidigeramtes (negative) private und persönliche Ansichten (über die SS) zum Ausdruck gebracht zu haben, obschon er im Hinblick auf die Art des Beweismaterials Stillschweigen hätte bewahren müssen. Der besagte Artikel, der anscheinend suggerierte, dass Marx ein Nestbeschmutzer sei, weil er als Deutscher „deutsche“ Organisationen und Personen schlecht mache, drohte Marx als Vergeltung für dieses angebliche „Fehlverhalten“ mit heftigen und einschüchternden Worten an, dass seine Anwaltspraxis in der Zukunft völlig boykottiert werden und er so in den wirtschaftlichen Ruin getrieben werden würde. Der vorsitzende Richter des Militärtribunals informierte die Öffentlichkeit in der Sitzung des Nürnberger Gericht vom 5. März 1946 über den Presseangriff auf Marx und verurteilte diesen Vorgang im Namen des Gerichtes.

### Verteidiger während der Nachfolgeprozesse der Nürnberger Prozesse
Im Ärzte-Prozess (Fall 1 der Nachfolgeprozesse; USA gegen Karl Brandt et al.), welcher von Dezember 1946 bis August 1947 dauerte, war er Verteidiger von Oskar Schröder und Hermann Becker-Freyseng. Sein Assistent war Edmund Tipp.
Im Juristen-Prozess (Fall 3 der Nachfolgeprozesse; USA gegen Josef Altstötter et al.), einem Nachfolgeprozess der Nürnberger Prozesse, welcher von Anfang März 1945 bis Mitte Dezember 1947 dauerte, war er bis 31. Juli 1947 Verteidiger des ehemaligen Vizepräsident des Volksgerichtshof Karl Engert. Engert schied wegen Krankheit vorzeitig aus dem Verfahren aus.

## Schriften
- Die strafrechtliche Bedeutung des § 21 des Reichspreßgesetzes, Nürnberg 1912. (Dissertation)